# دریوس کوارلس
دریوس کوارلس (Derrius Quarles)، کارآفرین اجتماعی، فعال حقوق بشر، هنرمند و نویسنده است. او در سال ۱۹۹۰ در جنوب شیکاگو به‌دنیا آمد و یکی از بنیان‌گذاران شرکت «بریاکس کپیتال»،‏ نویسنده کتاب «بورسیه میلیون دلاری»‏ و همچنین بنیان‌گذار و مدیر ارشد دیجیتال «شرکت DQ و شرکا» است.
او نویسنده کتاب «بورسیه میلیون دلاری: برنده شدن در مسابقه بورسیه» می‌باشد. این کتاب رهنمودی بود برای شاگردان و دانشجویان که در جست‌جوی به‌دست آوردن بورسیه و مساعدت برای مخارج کالج هستند. کتاب برنده‌شدن در مسابقه بورسیه به بیش از ۴۰ هزار دانشجو در سراسر جهان کمک کرده‌است تا دسترسی به تحصیلات عالی آمریکا را برایشان قابل استطاعت سازد. همچنین توانسته‌است در فهرست پرفروش‌ترین کتاب‌های آمازون در رده مشورتی قرار گیرد. دریوس و دیدگاه او در عرصه تأثیرگذاری روی قابل استطاعت‌سازی تحصیل از طریق کتاب برنده‌شدن در مسابقه بورسیه در شبکه‌های تلویزیونی همچون: سی‌ان‌ان، اِن‌بی‌سی نیوز و MTV2 نشر شده‌است. نخستین مقاله در مورد دریوس به عنوان یک نویسنده تحت عنوان «مردی سیاه‌پوست در دفتری مملو از مردان سفیدپوست» منتشر شد که بیش از ۱۰۰ هزار بار خوانده شده و ازین‌رو یکی از پرخواننده‌ترین مقالات لینکدین پیرامون نژاد و فرهنگ در محیط‌های کاری قرار گرفته‌است.
دریوس در سال ۲۰۱۳ به قصر سفید دعوت شد و ازبهرِ فعالیت‌های تعلیمی اش که از طریق کتاب «بورسیه میلیون دلاری» راه اندازی نموده بود، «جایزه روزانهٔ نقطه‌های نور» از سوی سازمان نقطه‌های نور توسط بارک اوباما به او اعطاء شد.
او در سال ۲۰۱۷ در فهرست ۱۰۰ مرد مدرن «بلک انترپرایز» قرار گرفت و از طریق برنامه TED به عنوان کارآفرین مقیم معرفی شد. او به عنوان بخشی از برنامه اشتغال‌زایی در بخش سکونت، دربارهٔ اینکه «چگونه بانک‌ها، آمریکایی آفریقایی تباران را زمین می‌زنند» مطلبی نوشت و آن را در تِد ارائه کرد. علاوه بر این، در سال ۲۰۱۸ دریوس کوارلس و شرکت بریاکس کپیتال او در فهرست ۳۰ شرکت موفق زیر ۳۰ سال، مجله Inc. معرفی شد.
دریوس در بیش از ۲۵ ایالت آمریکا سخنرانی کرد، در میزگرد شرکت نموده و برگزاری کارگاه‌ها را تسهیل نمود. او به سایر کشورها سفر می‌کند و روی موضوعات مختلف از قبیل: نژاد و فرهنگ سیاه‌پوستان، تأمین مالی کالج و تحصیلات عالی، توسعه رهبری جوانان، تقاطع عدالت اجتماعی و تجارت، سودرسانی مالی و حمایت از رفاه اطفال بحث و سخنرانی می‌کند. او در بسیاری از سازمان‌های بین‌المللی و مکان‌های برگزارکننده مانند: دانشگاه هاروارد، سازمان ملل متحد و کالج خدمات مالی آمریکا سخنرانی کلیدی بوده‌است. اسوشیتد پرس، هاف‌پست، تایم، BET و سایر روزنامه‌ها و آژانس‌های خبری فعالیت مداوم و ابتکارات کارآفرینانه درویس را منتشر کردند.

## بورسیه میلیون دلاری
کوارلس پس از این‌که به عنوان دانشمند برنامه هزاره گیتس معرفی گردید، برنامه رقابتی بیش از ۱٫۱ میلیون دلار در جوایز بورسیه را قبل از فارغ شدن از دبیرستان عالی آکادمی کِنوود در سال ۲۰۰۹ تأمین نمود، بورسیه میلیون دلاری را ایجاد کرد. او از سوی استیفن بانچیرو، روزنامه‌نگار آموزشی روزنامه «شیکاگو تریبیون» «بورسیه میلیون دلاری» نامیده شد. او به مثابه نخستین نسل از دانشجویان کالج، وارد کالج مورهاوز شد و از آن با موفقیت تمام فارغ گردید. دریوس در جریان ثبت نام در کالج مورهاوز، موضوعاتی چون؛ جامعه‌شناسی، زیست‌شناسی و سلامتی عمومی را مطالعه نمود و پایان‌نامه خود را تحت عنوان «شکست از طریق شکاف‌ها» نوشت که سیستم رفاه اطفال ایالات متحد آمریکا و نابرابری‌ها در برابر سیاه‌پوست بدون سرپرست را مورد بررسی قرار داد.
او و راس آسان اولوگبِنگا، یکی از بینان‌گذاران، اکثریت سرمایه‌گذاری‌های سالانه بورسیه میلیون دلاری را به‌وسیله کسب جوایز برتر از برخی مسابقات کارآفرینی معتبر و رقابتی در سراسر ایالات متحده آمریکا شامل مسابقه «طرح تجارت تعلیمی» از سوی مکتب مدیریتی یل، «چالش ابتکار اجتماعی را از سوی تویس سمایلی و رقابت آینده را به‌دست بیاورید از طرف میلر لیت کمک مالی کردند. تا کنون، برنامه بورسیه میلیون دلاری او توانسته‌است از طریق زمینه آنلاین خود دانشجویان را در راستای کسب ۵٬۵۰۰٬۰۰۰ دلار در بورسیه‌ها و مساعدت‌ها برای ادامه تحصیل دوره متوسطه کمک کند و روی زندگی بیش از ۵۵ هزار دانشجوی کم‌درآمد در آمریکا تأثیر گذاشته‌است.

## بریاکس کپیتال
دریوس یکی از بنیان‌گذاران و از مدیران اجرایی شرکت بریاکس کپیتال-نخستین شرکت فن‌آوری و خدمات مالی برای سیاه‌پوستان است. این شرکت «زمینه سلامت مالی را فراهم می‌سازد، که اعضای آن می‌توانند سرمایه خود را در آن ذخیره نمایند، به‌صورت جمعی سرمایه‌گذاری کرده و از طریق شبکه‌های همتا بر دانش مالی خود بیافزایند». شرکت بریاکس کپیتال در عرصه بهبود سلامتی مالی ۷۰ درصد نسل هزاره سیاه‌پوست (با آغاز از سیاه‌پوستان) کمک می‌نماید تا سیاه‌پوستان از طریق نرم‌افزاری که ترکیبی از داده‌های مربوط به فعالیت‌های پس‌اندازی، «دانش با منابع انبوه همتا» و فرهنگ را به‌صورت خودکار ثبت کرده و به این شرکت گزارش می‌دهند تا این شرکت متوجه شود که آن‌ها در شرایط خوبی قرار ندارند. شرکت بریاکس کپیتال براساس تحقیقاتی ایجاد شده که در جریان تحصیل در عرصه کارآفرینی آموزشی در مدرسه تکمیلی دانشگاه پنسلوانیا، صورت گرفت. شرکت بریاکس کپیتال در ماه می ۲۰۱۶ مساعدتی را از سوی برنامه کورپس بنیاد ملی علوم به‌دست‌آورد تا مطالعات بازار را اجراء نموده و داده‌ها را در مورد سلامتی مالی کلی نسل هزاره سیاه‌پوست و عواملی که روی توانایی نسل‌هزاره سیاه‌پوست برای صحت مالی تأثیر می‌گذارند، جمع‌آوری نماید. در ماه آوریل ۲۰۱۸، مجله Inc. دریوس و راس آسان، یکی از بنیان‌گذاران شرکت کپیتال بریاکس را در فهرست ۳۰ کارآفرین زیر ۳۰ ساله خود قرارداد و مودل تجارتی ابتکارانه دخیل‌سازی نسل هزاره سیاه‌پوستان مرد را به منظور خودکارسازی پس‌انداز جهت ذخیره دراز مدت سرمایه، منتشر ساخت.

## سایر فعالیت‌های کارآفرینی
دریوس علاوه بر این‌که یکی از طراحان بورسیه میلیون دلاری و شرکت بریاکس کپیتال است، فعالیت‌های کارآفرینی او در برگیرنده تأسیس «دی‌کیو و شرکا» است، که یک سازمان دیجیتالی بازاریابی است که با خلاقیت‌های رنگین‌پوستان، شرکت‌هایی که در مراحل ابتدایی قرار دارند (درآمد کم دارند) و سازمان‌های غیرانتفاعی دربارهٔ ساخت وب‌سایت، طرح و تدوین برند و در ترکیب با تجارت استراتژی توسعهٔ بازاریابی دیجیتالی و تجارتی مشترکاً کار می‌کند.‏ DQ و شرکا از طریق برنامه دایره شرکت اسکویراسپیس، یکی از «متخصصان اسکویراسپیس مجوزدار» و عضوی از «مؤسسه آمریکایی هنرهای گرافیکی» است.
دریوس همچنین یکی از ایجادکنندگان «تِک‌گروو»-نخستین جشنواره فناوری و فرهنگی برای دانشجویان است. اولین جشنواره سالانه تِک‌گروو در ماه آوریل سال ۲۰۱۷ در مرکز دانشگاه آتلانتا برگزار شد که بیش از ۱۰۰ دانشجو از تمام نهادهای آتلانتا در آن از طریق تیندر، لینکدین و موزیلا که تأمین کنندگان مالی اصلی این برنامه بودند، شرکت کردند.

## کتب
- Million Dollar Scholar: Winning The Scholarship Race (2012) ISBN 978-1257647347